# 多花青蛇藤
多花青蛇藤（学名：Periploca floribunda）为萝藦科杠柳属下的一个种。